# Дюбуа, Жан (хоккеист на траве)
Жан Мари Жозеф Франсуа Дюбуа (фр. Jean Marie Joseph François Dubois; 4 октября 1926, Иксель — 28 января 2021) — бельгийский хоккеист (хоккей на траве), защитник.

## Биография
Жан Дюбуа родился 4 октября 1926 года в бельгийском городе Иксель.
Играл в хоккей на траве за «Рояль Леопольд» из Брюсселя.
В 1948 году вошёл в состав сборной Бельгии по хоккею на траве на Олимпийских играх в Лондоне, поделившей 7-9-е места. Играл на позиции защитника, провёл 4 матча, мячей (по имеющимся данным) не забивал.
В 1952 году вошёл в состав сборной Бельгии по хоккею на траве на Олимпийских играх в Хельсинки, поделившей 9-12-е места. Играл на позиции защитника, провёл 4 матча, мячей (по имеющимся данным) не забивал.
В 1956 году вошёл в состав сборной Бельгии по хоккею на траве на Олимпийских играх в Мельбурне, занявшей 7-е место. Играл на позиции защитника, провёл 3 матча, мячей не забивал.
В 1960 году вошёл в состав сборной Бельгии по хоккею на траве на Олимпийских играх в Риме, занявшей 11-е место. Играл на позиции защитника, провёл 5 матчей, забил 2 мяча в ворота сборной Швейцарии.
Умер 28 января 2021 года.